# 太賢
太賢（テヒョン、태현、生没年不詳）は、8世紀新羅の僧。朝鮮における瑜伽宗の祖師である。号は青丘沙門。大賢（대현）とも。

## 人物
『古迹記』という題名のある多くの経論の注釈を著した。玄奘や基などの法相宗の系統に属するが、唐代華厳宗の法蔵や新羅の元暁を含む様々な系統の文献を用いており、殊に『梵網経古迹記』は日本の諸宗派でも重んじられ広く読まれた。
『大乗起信論内義略探記』では、『大乗起信論』の一心の教えの根本とする元暁の立場に立ったうえで、『華厳経』絶対主義に立つ法蔵の主張も引用している。また『梵網経古迹記』も重要な部分で元暁の『菩薩戒本持犯要記』や『梵綱経菩薩』、『戒本私記』を引用し、戒を菩薩に至る根本とみなしつつ、戒の条項そのものについては因縁によって形成させたものとみなし、戒の実相を弁えるべきであって、持戒・破戒の区別に執着すべきでないと説いた。